# فینال لیگ قهرمانان کونکاکاف ۲۰۱۰
فینال لیگ قهرمانان کونکاکاف ۲۰۱۰ یک مسابقه رفت و برگشتی فوتبال برای تعیین قهرمان لیگ قهرمانان کونکاکاف ۱۰–۲۰۰۹ بود. پاچوکا با پیروزی ۱–۰ خانگی مقابل هموطن خود، کروز آزول در بازی برگشت فینال این عنوان را به دست آورد.
این چهارمین فینال مسابقات قهرمانی باشگاهی کونکاکاف تمام‌مکزیکی در پنج سال گذشته و دومین فینال متوالی بود.

## قوانین
مانند سایر دیدارهای دور حذفی، تیم‌ها دو بازی انجام دادند که یکی در ورزشگاه خانگی هر تیم بود. اگر تیم‌ها پس از ۹۰ دقیقه بازی در بازی دوم مساوی می‌ماندند، قانون گل‌های خارج از خانه اعمال می‌شود، اما نه پس از ورود بازی به وقت‌های اضافه، بنابراین اگر مجموع امتیاز پس از وقت‌های اضافه مساوی شود، برنده در ضربات پنالتی تعیین می‌شود.

## مسیر تا فینال
| باشگاه            | ب | پ | م | ب | گ‌ز | گ‌خ | ت   | ام |
| ----------------- | - | - | - | - | -- | -- | --- | -- |
| کروز آزول         | ۶ | ۵ | ۱ | ۰ | ۱۶ | ۴  | ۱۲+ | ۱۶ |
| کلمبوس کرو        | ۶ | ۲ | ۲ | ۲ | ۵  | ۹  | ۴−  | ۸  |
| ساپریسا           | ۶ | ۱ | ۲ | ۳ | ۶  | ۸  | ۲−  | ۵  |
| پورتوریکو آیلندرز | ۶ | ۰ | ۳ | ۳ | ۶  | ۱۲ | ۶−  | ۳  |

| باشگاه         | ب | پ | م | ب | گ‌ز | گ‌خ | ت   | ام |
| -------------- | - | - | - | - | -- | -- | --- | -- |
| پاچوکا         | ۶ | ۵ | ۰ | ۱ | ۱۵ | ۴  | ۱۱+ | ۱۵ |
| عربه یونیدو    | ۶ | ۳ | ۱ | ۲ | ۱۳ | ۹  | ۴+  | ۱۰ |
| هیوستون دینامو | ۶ | ۲ | ۱ | ۳ | ۹  | ۸  | ۱+  | ۷  |
| ایسیدرو متاپان | ۶ | ۱ | ۰ | ۵ | ۳  | ۱۹ | ۱۶− | ۳  |

## خلاصه فینال

### بازی رفت
| کروز آزول                         | ۲–۱    | پاچوکا     |
| --------------------------------- | ------ | ---------- |
| ویلا ۲۰' · رودریگز ۲۴' (گل‌به‌خودی) | Report | آلوارز ۶۹' |

| کروز آزول | پاچوکا |

| کمک داوران: ماروین تورنترا هکتور دلگادیلو داور چهارم: موریسیو مورالس |

### بازی برگشت
| پاچوکا      | ۱–۰    | کروز آزول |
| ----------- | ------ | --------- |
| بنیتز ۹۰+۳' | Report |           |

| پاچوکا | کروز آزول |

| کمک داوران: خوزه کامارگو مارکوس کینترو داور چهارم: روبرتو گارسیا اوروزکو |